# Ащысу (река, впадает в Алкамерген)
Ащысу́, Ащису́ (каз. Ащысу) — река в Казахстане. Впадает в озеро Алкамерген (по другим данным — в озеро Жарколь).
Река Ащысу протекает по территории Бухар-Жырауского района Карагандинской области и Баянаульского района Павлодарской области. Длина 348 км (по другим данным — 276 км). Площадь бассейна 7420 км². Берёт начало из источников на склонах гор Айыртау и Желтау.
Притоки: Жиландыбулак, Коргап, Айрык, Карасу, Куртыозек и другие. Ширина долины 7,5 км. Питание преимущественно снеговое. Летом пересыхает. Среднегодовой расход воды у села Тендик 0,44 м³/с. Замерзает с ноября по апрель.